# Ryūjō (tàu sân bay Nhật)
Ryūjō (tiếng Nhật: 龍驤; phiên âm Hán-Việt: Long tương, rồng phi lên) là một tàu sân bay hạng nhẹ của Hải quân Đế quốc Nhật Bản từng hoạt động trong Thế Chiến II và bị máy bay Mỹ đánh đắm trong trận chiến Đông Solomons năm 1942.

## Cấu tạo
Nó được đặt lườn bởi hãng Mitsubishi tại Yokohama vào năm 1929, được hạ thủy vào năm 1931 và được đưa vào hoạt động vào năm 1933. Thiết kế nhỏ, với lượng rẽ nước khi hạ thủy chỉ có 8.000 tấn, khiến cho nó khó có thể hoạt động an toàn khi biển động. Vào cuối những năm 1930 nó được cải biến rộng rãi nhằm cải thiện khả năng đi biển và gia tăng số lượng máy bay chứa được, và đến năm 1940 phần boong ở mũi tàu được nâng thêm một sàn tàu giúp nó chịu được sóng lớn tốt hơn. Dù vậy, nó từng được sử dụng trong các hoạt động trong cuộc chiến tranh Trung-Nhật.

## Lịch sử hoạt động
Từ tháng 8 đến tháng 12 năm 1937, Ryūjō hỗ trợ các chiến dịch trên bộ của Lục quân Nhật tại Trung Quốc như là kỳ hạm của Hàng không chiến đội 1. Lực lượng không quân phối thuộc bao gồm 12 chiếc máy bay tiêm kích Nakajima A4N và 15 chiếc máy bay ném bom bổ nhào Aichi D1A. Với hiệu quả kém cỏi mà nó thể hiện tại đây, Ryūjō sau đó được tái cấu trúc lại một cách rộng rãi.
Khi Thế Chiến II bùng nổ, Ryūjō dưới quyền chỉ huy của Thuyền trưởng Kato Tadao và là kỳ hạm của Hàng không chiến đội 4. Sự hiện diện của những tàu sân bay hạm đội lớn khiến cho nó chỉ được giao cho những nhiệm vụ thứ yếu. Việc tái cấu trúc lại nó tỏ ra thành công, và khả năng thể hiện của nó ngoài biển khơi cũng như của lực lượng không quân phối thuộc được xem là thỏa đáng.
Vào tháng 12 năm 1941, Ryūjō hỗ trợ cuộc chiếm đóng Philippines, cung cấp việc yểm trợ trên không cho việc đổ bộ lên Davao vào ngày 20 và lên Jolo vào ngày 25 tháng 12. Lực lượng không quân phối thuộc bao gồm 22 chiếc máy bay tiêm kích Mitsubishi A6M "Zero" và 16 chiếc máy bay ném bom bổ nhào Aichi D3A "Val". Vào tháng 1 năm 1942 nó hỗ trợ cuộc tấn công Malaya, và vào tháng 2 năm 1942 nó tấn công lực lượng Anh-Úc-Hà Lan-Mỹ trong khu vực Java. Vào ngày 1 tháng 3 năm 1942 nó tham gia vào trận chiến biển Java, giúp đánh chìm tàu khu trục Mỹ USS Pope. Trong tháng 3 nó hoạt động tại khu vực quần đảo Andaman và bờ biển Miến Điện.
Vào đầu tháng 4 năm 1942, như là một phần của cuộc không kích Ấn Độ Dương, Ryūjō tấn công các tàu bè trong vịnh Bengal. Cùng với các tàu tuần dương Chōkai, Kumano, Suzuya, Mogami, Mikuma, Yura, và bốn tàu khu trục, nó đánh chìm 23 tàu buôn. Vào ngày 6 tháng 4 nó tung ra các cuộc không kích nhắm vào Cocanada và Vizagapatam tại Ấn Độ.
Vào tháng 6 năm 1942, Ryūjō là một phần của Lực lượng phía Bắc tham gia tấn công quần đảo Aleut. Máy bay của Ryūjō đã tấn công vào cảng Dutch thuộc đảo Unalaska vào ngày 3 và 4 tháng 6 năm 1942. Trong chiến dịch này, một trong những chiếc máy bay tiêm kích Mitsubishi A6M Zero của Ryūjō do Tadahito Koga điều khiển đã bị rơi trên đảo Akutan. Koga thiệt mạng do gãy cổ, nhưng chiếc máy bay hầu như còn nguyên vẹn. Đây là chiếc Zero đầu tiên rơi vào tay tình báo quân sự Hoa Kỳ.
Sau khi Hải quân Nhật bị mất bốn tàu sân bay hạm đội trong trận Midway, Ryūjō trở nên có vai trò quan trọng hơn nhiều.
Vào tháng 8 năm 1942 nó được tái bố trí đến Hàng không chiến đội 2, và cùng với các tàu sân bay Shōkaku và Zuikaku, nó được phái đến quần đảo Solomon. Vai trò của Ryūjō trong chiến dịch này là hỗ trợ một đoàn tàu vận tải đến tăng cường và tiếp liệu cho lực lượng Nhật Bản trên đảo Guadalcanal, và tấn công căn cứ không quân Henderson của Đồng Minh, trong khi các tàu sân bay hạm đội hoạt động chống lại các tàu sân bay của Hải quân Mỹ. Các hoạt động này đã dẫn đến trận chiến Đông Solomons.
Vào ngày 24 tháng 8 năm 1942, được hộ tống bởi tàu tuần dương Tone và các tàu khu trục Amatsukaze và Tokitsukaze, Ryūjō tung ra hai đợt không kích nhắm vào Guadalcanal từ một địa điểm cách Tulagi 161 km (100 dặm) về phía Bắc. Vào lúc 13 giờ 57 phút nó bị máy bay ném bom bổ nhào và máy bay ném ngư lôi từ tàu sân bay USS Saratoga tấn công, và bị đánh trúng nhiều quả bom (các nguồn khác nhau không thống nhất về số lượng) và một ngư lôi. Cú ngư lôi đánh trúng khiến ngập nước phòng máy bên mạn phải và chiếc Ryūjō bắt đầu bị nghiêng. Lúc 15 giờ 15 phút lệnh bỏ tàu được phát ra. Lúc 18 giờ 00 nó bị lật và chìm, với 120 thành viên thủy thủ đoàn thiệt mạng. Những người sống sót, kể cả thuyền trưởng Kato, được các tàu hộ tống cứu vớt.

## Danh sách thuyền trưởng
- Toshio Matsunaga (sĩ quan trang bị trưởng): 1 tháng 12 năm 1931 - 9 tháng 5 năm 1933
- Toshio Matsunaga: 9 tháng 5 năm 1933 - 20 tháng 10 năm 1933
- Torao Kuwabara: 20 tháng 10 năm 1933 - 15 tháng 11 năm 1934
- Ichiro Ono: 15 tháng 11 năm 1934 - 31 tháng 10 năm 1935
- Shunichi Kira: 31 tháng 10 năm 1935 - 16 tháng 11 năm 1936
- Katsuo Abe: 16 tháng 11 năm 1936 - 1 tháng 12 năm 1937
- Jisaku Okada: 1 tháng 12 năm 1937 - 15 tháng 12 năm 1938
- Kanae Kosaka: 15 tháng 12 năm 1938 - 15 tháng 11 năm 1939
- Kiichi Hasegawa: 15 tháng 11 năm 1939 - 21 tháng 6 năm 1940
- Ushie Sugimoto: 21 tháng 6 năm 1940 - 25 tháng 4 năm 1942
- Tadao Kato: 25 tháng 4 năm 1942 - 24 tháng 8 năm 1942